# Liste de musées au Danemark
Pour les autres articles nationaux ou selon les autres juridictions, voir Liste des musées par pays.

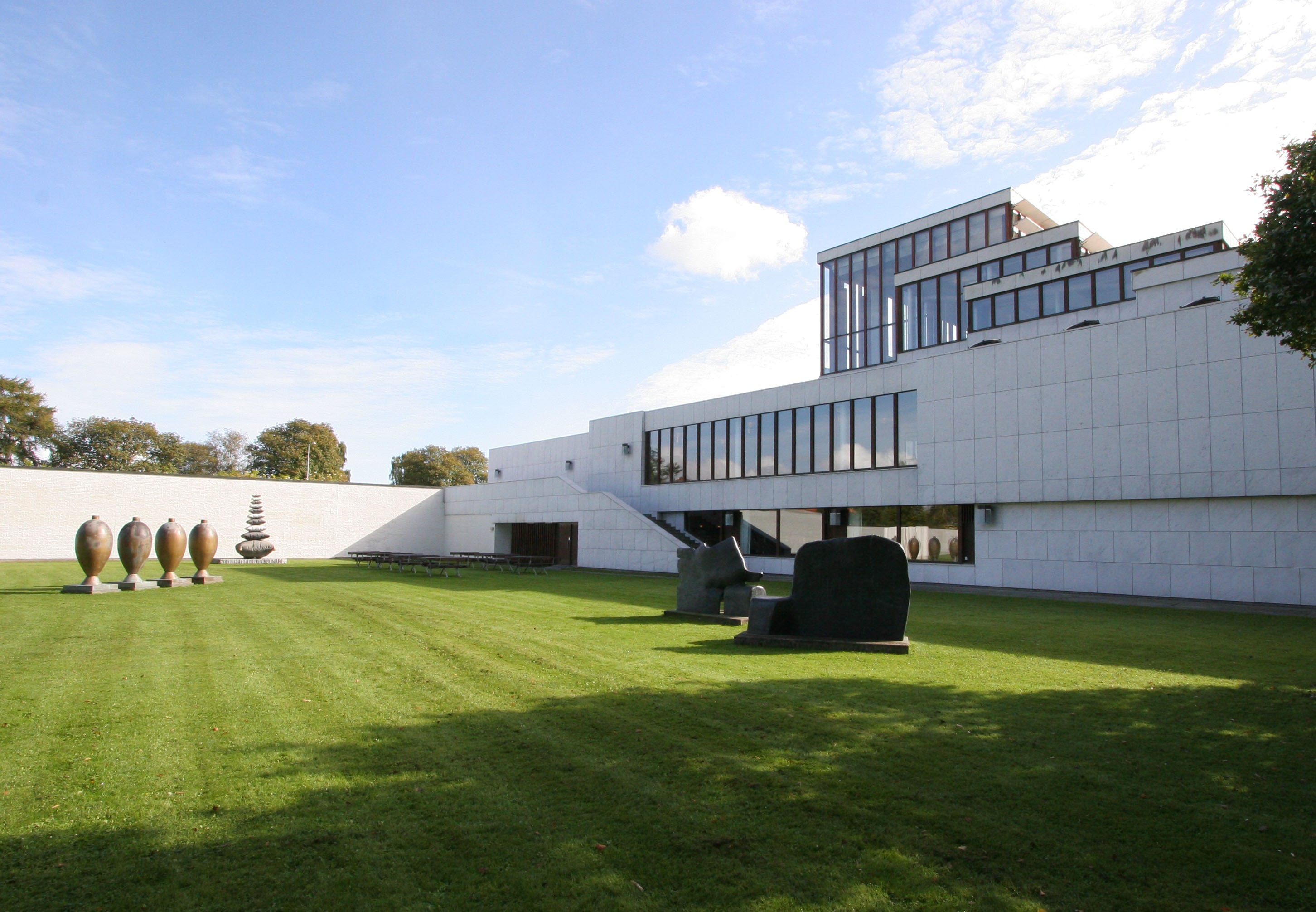
KUNSTEN Museum of Modern Art, Aalborg, Danemark. Conçu par Elissa et Alvar Aalto et Jean-Jacques Baruel (1968-72).

Cet article présente une liste non exhaustive de musées au Danemark, classés par région et commune ou ville.

## Capitale(Hovedstaden)

### Charlottenlund
- Ordrupgaard

### Copenhague
- Charlottenborg
- Collection Hirschsprung
- Den Frie Udstilling
- Musée de Copenhague
- Musée de l'érotisme
- Muséum d'histoire naturelle du Danemark
- Musée national du Danemark
- Musée Thorvaldsen
- Ny Carlsberg Glyptotek
- Statens Museum for Kunst
- Medicinsk Museion (musée d'histoire de la médecine)

### Hillerød
- Musée national d'histoire du château de Frederiksborg

## Danemark-du-Sud

### Odense
- Musée de l'art photographique

## Jutland central

### Aarhus
- ARoS Aarhus Kunstmuseum
- Musée Moesgård
- Den Gamle By

### Fur
- Fur Museum, à Nederby (da)

### Silkeborg
- Musée Jorn

## Jutland du Nord

### Skagen
- Maison de Michael et Anna Ancher
- Maison Drachmann
- Musée de Skagen
- Musée municipal et régional de Skagen
- Skagen Bunker Museum

## Zélande(Sjælland)

### Humlebæk
- Musée d'art moderne Louisiana

### Roskilde
- Musée des navires vikings

### Rungsted
- Rungstedlund (ancienne maison de Karen Blixen)

## Pays constitutifs

### Îles Féroé
- Musée d'art des îles Féroé (es)
- Musée national des îles Féroé (es)

### Groenland
- Musée national du Groenland
- Musée d'art de Nuuk
- Musée de Qaqortoq (en)
- Musée de Sisimiut (en)
- Musée d'Upernavik (de)